# Satyr

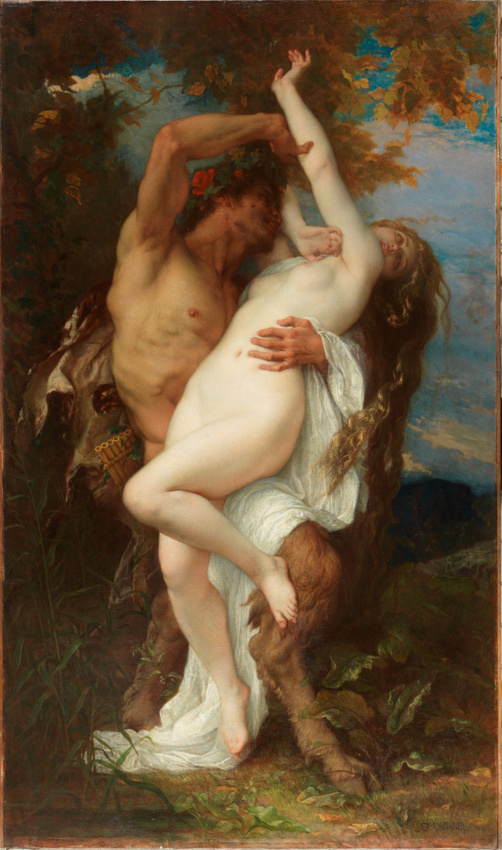
Họa phẩm về Nymphe và Satyr

Trong thần thoại Hy Lạp, Satyr (nửa người nửa ngựa) là những sinh vật huyền thoại trong thần thoại Hy Lạp, là một trong những nhóm bầu bạn nam của Dionysus có hình dương vật với các đặc điểm giống như ngựa, bao gồm đuôi ngựa, tai giống ngựa, và đôi khi dương vật đang cương cứng giống của con ngựa do sự cương cứng rất lâu. Các biểu hiện nghệ thuật mô tả sớm nhất về Satyr đôi khi bao gồm chân giống chân ngựa, nhưng trong thế kỷ thứ 6 trước Công nguyên chân người gốm đen là hình ảnh phổ biến nhất.
Trong thần thoại La Mã có một khái niệm tương tự như satyr, với các đặc điểm của con dê: vị thần điền dã nửa người nửa dê. Người La Mã nói tiếng Hy Lạp nói thường được sử dụng các thuật ngữ tiếng Hy Lạp saturos khi đề cập đến faunus tiếng Latinh, và cuối cùng hợp nhất hai thuật ngữ lại. "Satyresses" nữ là một sự sáng tác sau này của các nhà thơ - đi lang thang trong rừng và núi. Các vị thần Satyr thường được miêu tả có tính cách phóng khoáng và hoang dại, họ dành phần lớn thời gian để uống rượu, ca hát nhảy múa, và đuổi bắt những nàng Nymph xinh đẹp. Các vị thần Satyr không những tượng trưng cho sự say xỉn, nghịch ngợm mà còn biểu trưng cho lĩnh vực nghệ thuật kịch nói. Lòng ham muốn của họ với những đồng nữ và những nàng Nymph khiến họ còn trở thành đại diện của tính dâm dục và sự sinh sản. Do đó, trong Cơ đốc, họ bị coi là hiện thân của quỷ Satan.

## Hình ảnh

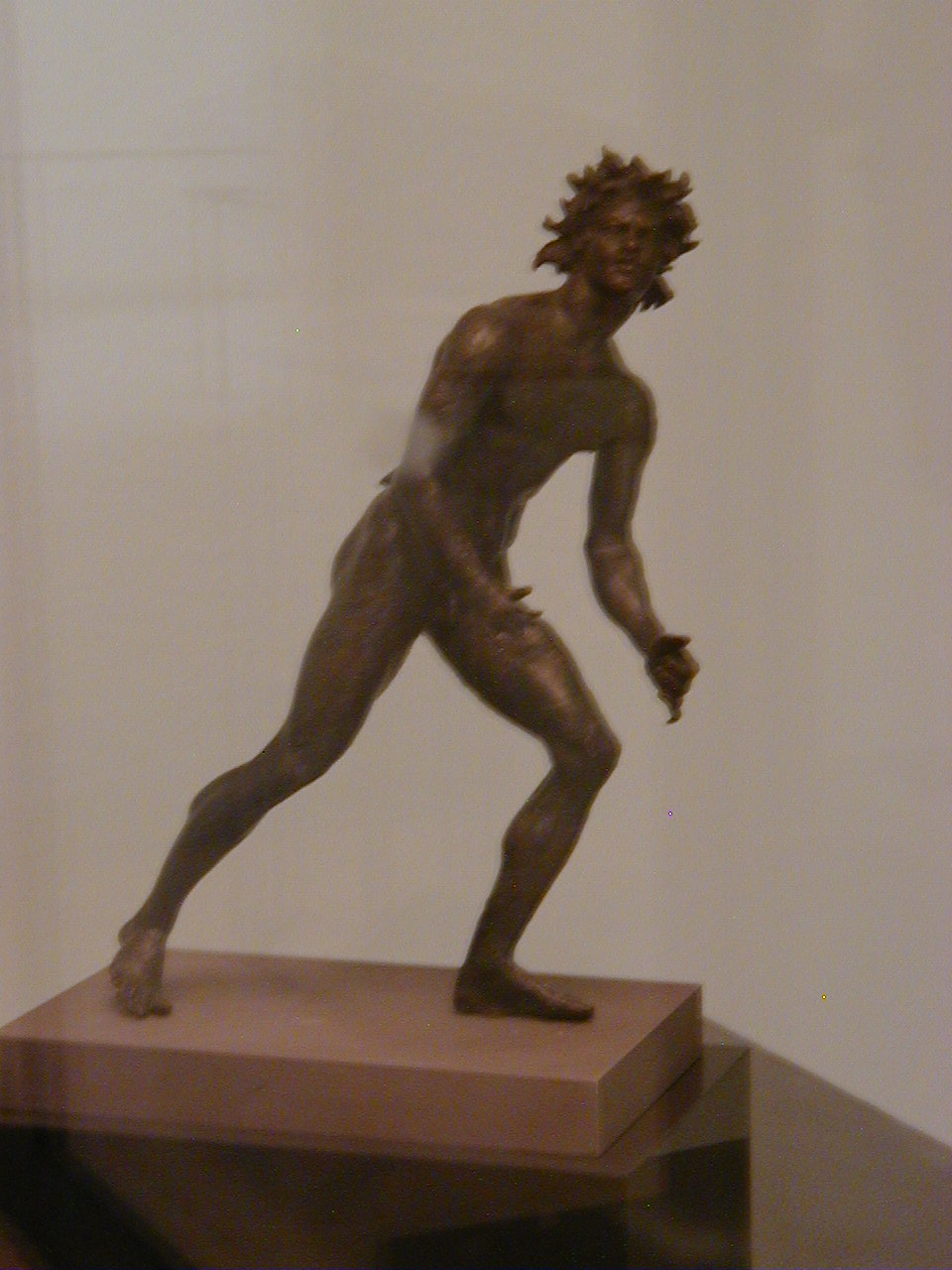
Bronze satyr (height 0.35m) from the Mahdia shipwreck (Musée National du Bardo, Tunis)
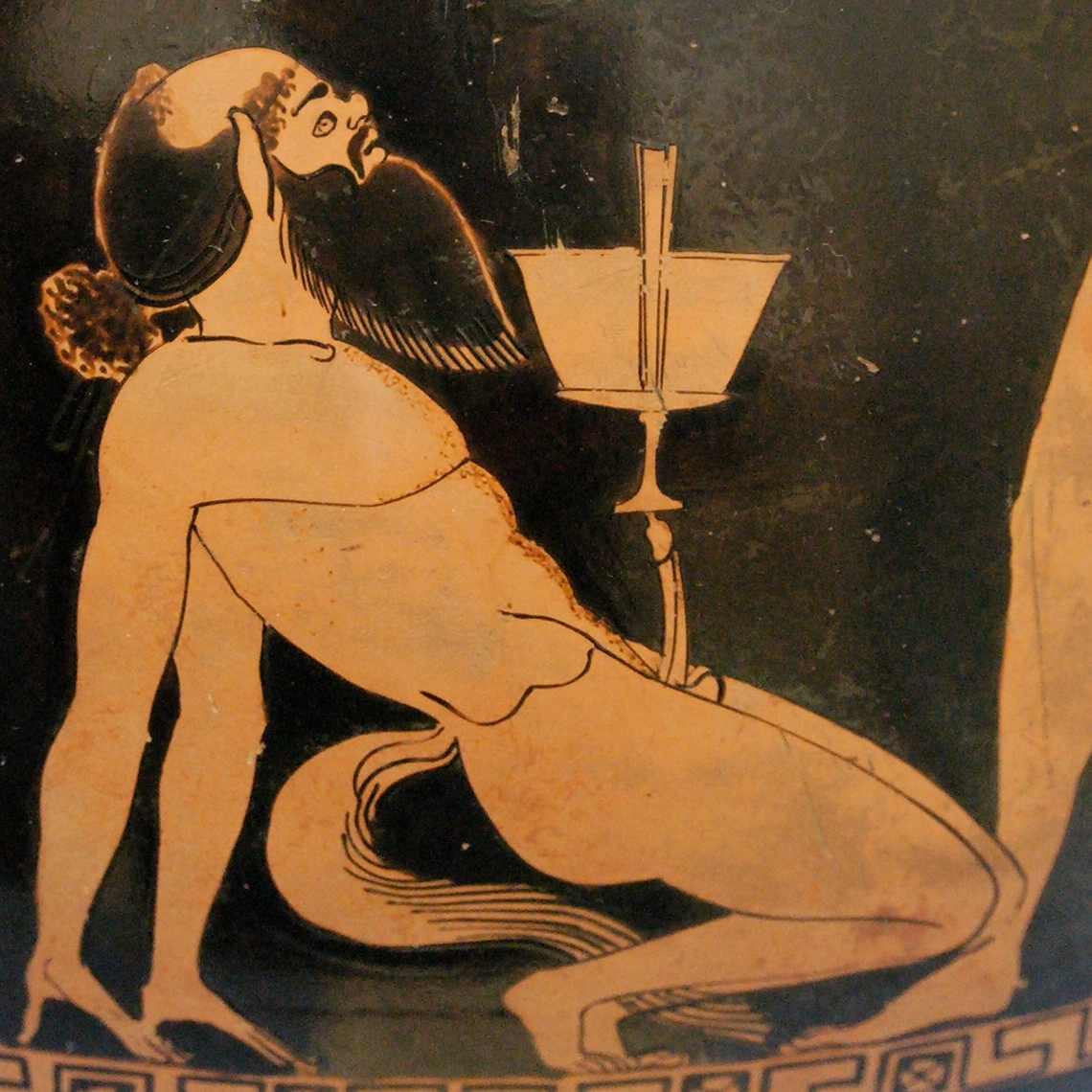
Một thần satyr cân bằng một cốc rượu vang trên dương vật của mình trên một psykter gốm đỏ, khoảng năm 500–490 TCN
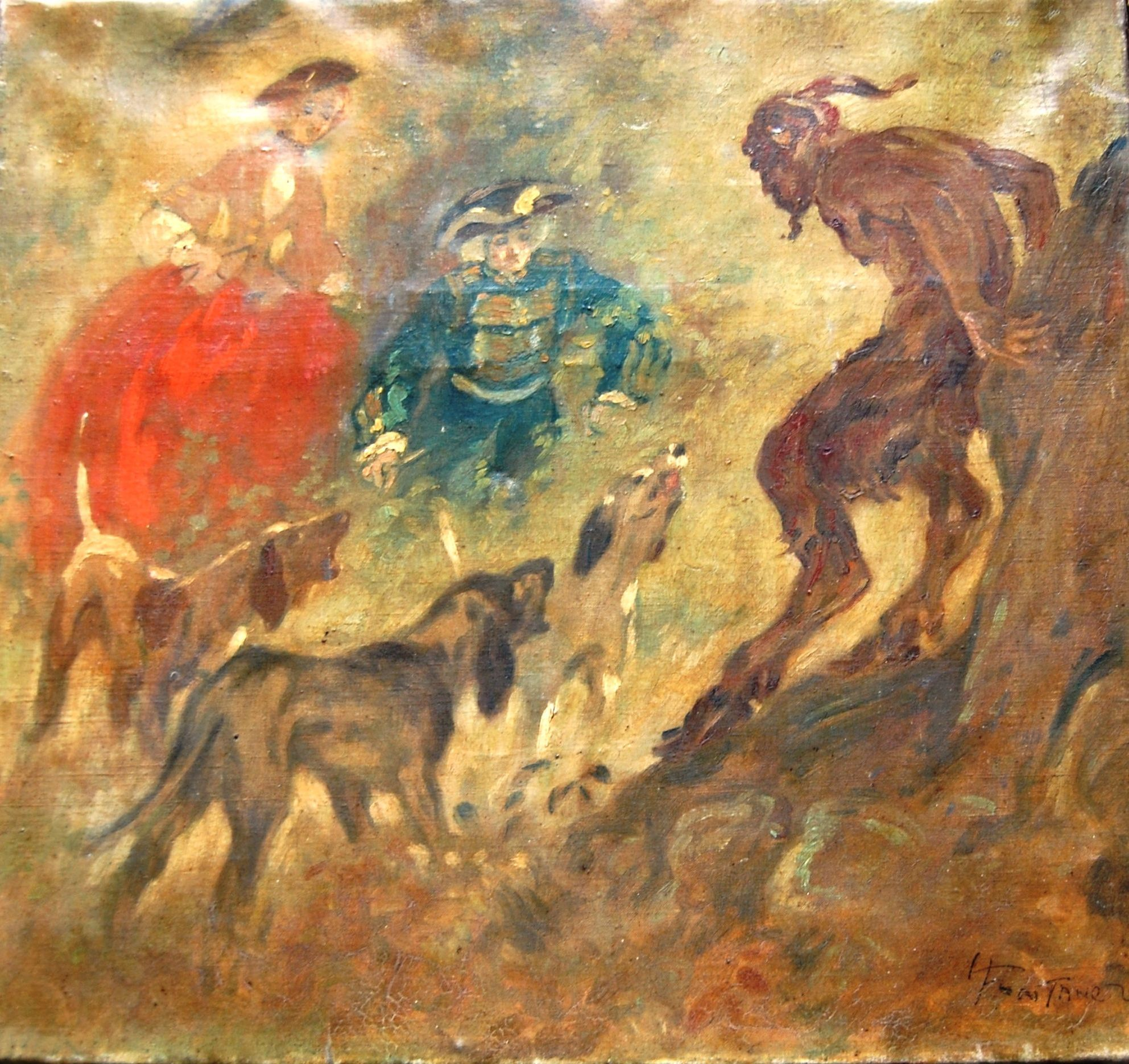
"Le Satyre", Jules Fontanez
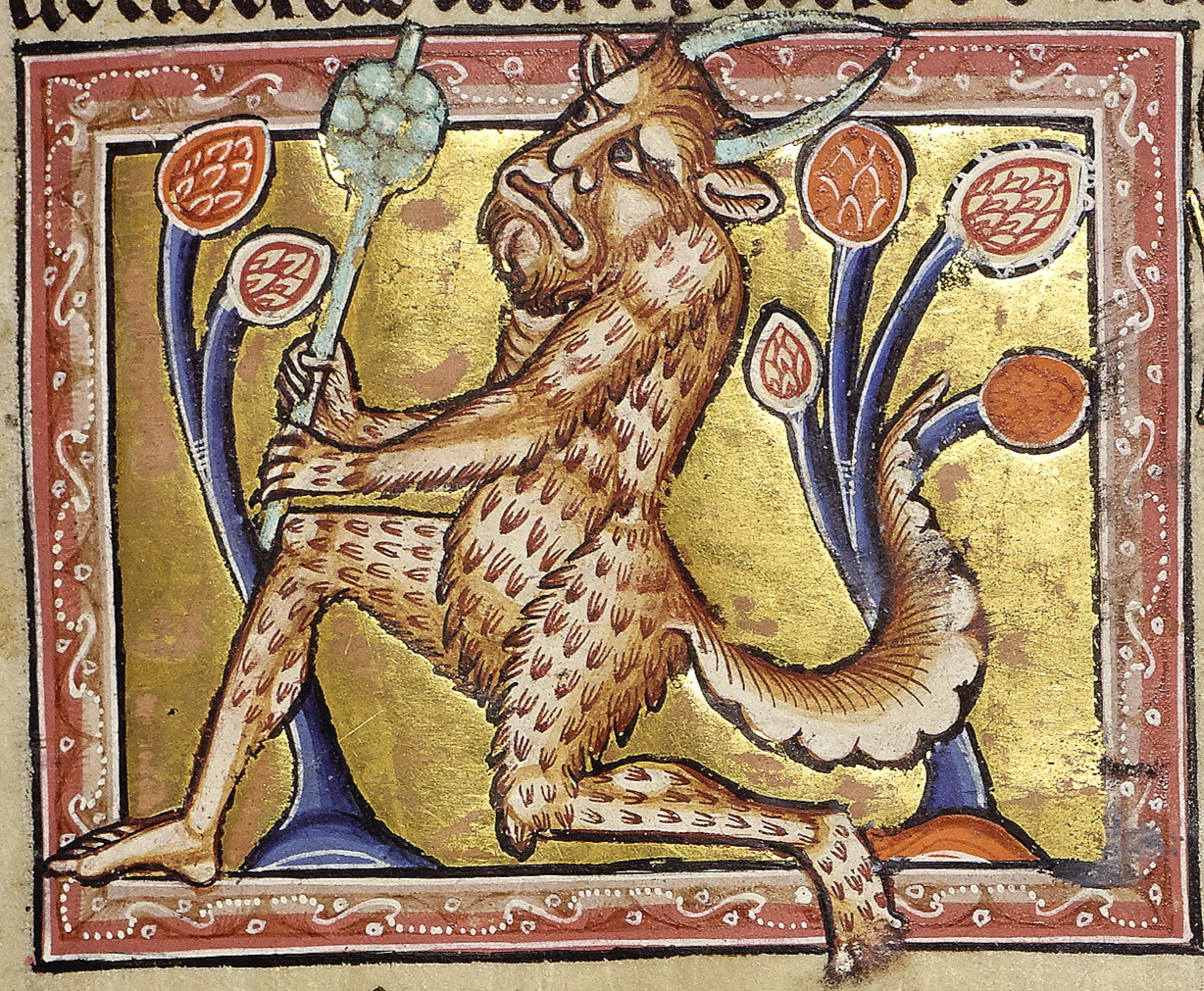
Miêu tả thời Trung cổ về Satyr (Satyrs) từ Aberdeen Bestiary.
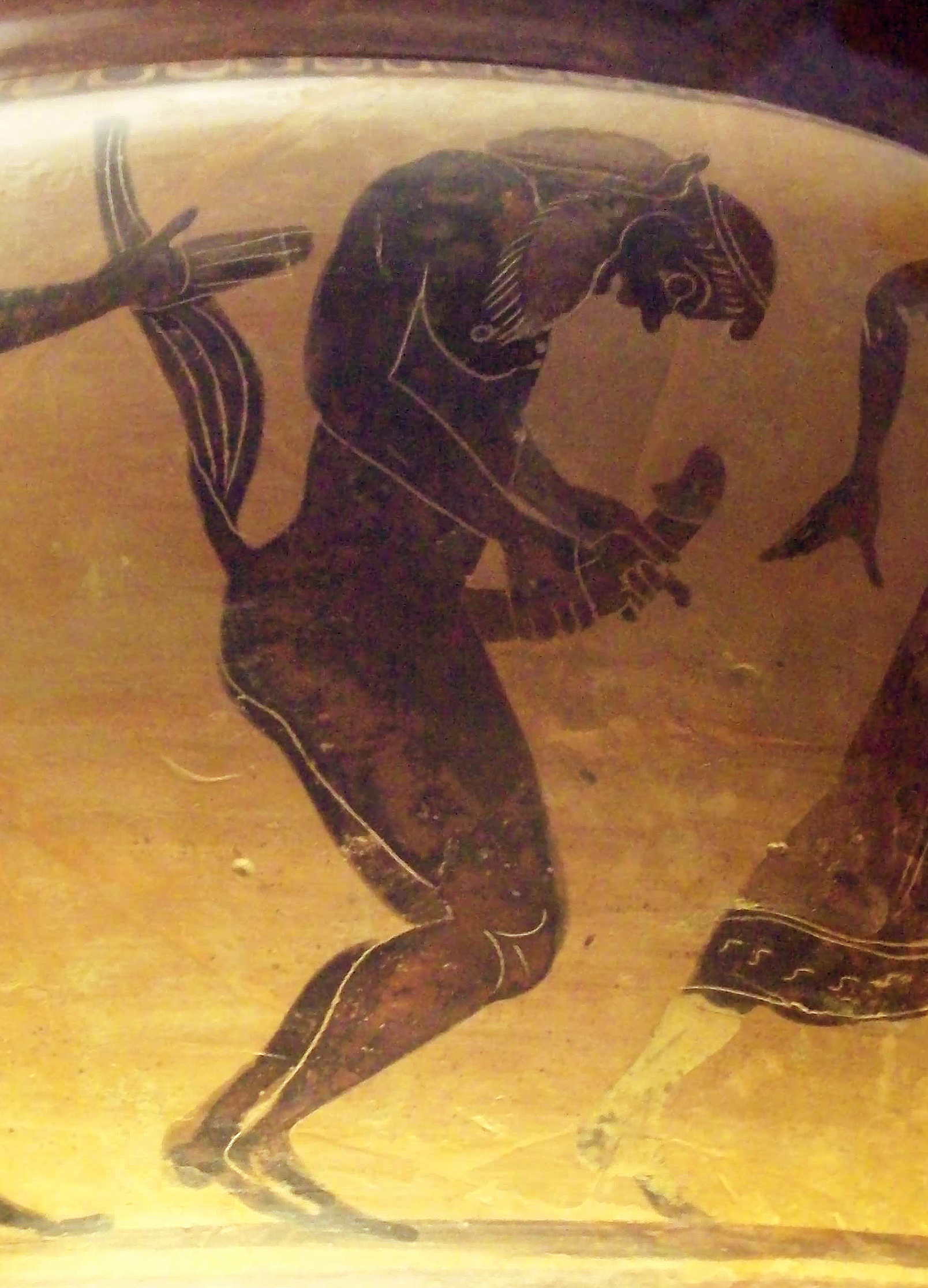
Satyr trong tình trạng cương cứng, năm 560-550 TCN

## Sách tham khảo
- Harry Thurston Peck Harpers Dictionary of Classical Antiquities, 1898: "Faunus", "Pan", and "Silenus".
- Branham, R Bracht and Kinney, Daniel (1997) Introduction to Petronius' Satyrica pp.xiii-xxvi